# Wagnerstal
Das steil nach Nordwesten abfallende Wagnerstal liegt im Schwarzwald zwischen St. Märgen und Furtwangen auf der Gemarkung von Furtwangen-Neukirch. Es bildet sich aus dem Kajetan- und dem Königendobel und wird vom Mühlenbach durchflossen. Es endet in der Nähe vom Hexenfelsen im Heubachtal, wo der Mühlenbach in den Heubach mündet. Das Tal ist heute nicht mehr ständig bewohnt. Durch das Tal führen mehrere Wanderwege.

## Geschichte
Das Wagnerstal teilt sich im oberen Teil in den Kajetandobel und den Königendobel. Im frühen 19. Jahrhundert gab es dort zwei Höfe, den Königenhof und den Kajetanhof. Der Königenhof auch Königshof genannt wurde 1540 erstmals urkundlich erwähnt. Er bestand aus dem Hauptgebäude mit einer Hofkapelle, einem Speicher und einer Mahlmühle, sowie zwei kleineren Gebäuden in der Nähe, die von anderen Familien bewohnt wurden. Der Königshof wurde am 24. Februar 1844 gegen Mitternacht von einer Schneelawine zerstört. Von den 24 Personen, die sich an diesem Abend in dem Haus aufhielten, starben 16. Das Unglück wurde von Casimir Stegerer aus Vöhrenbach in einem Stich dokumentiert. Der Hof wurde nicht wieder aufgebaut; die ca. 90 ha großen Flächen wurden an den Kajetanhof und die Forstdomäne verkauft. Auf dem Friedhof von Neukirch steht ein Denkmal aus dem Jahre 1844 mit den Namen der 16 Toten. Im Jahre 1908 wurde an der Hofstatt eine Gedenkplatte angebracht.
In dem steilen Tal konnte man das Holz nur durch das Brennen von Holzkohlen verwerten. Vermutlich hatte der Königenbauer oberhalb des Hofgebäudes zu viele Bäume gefällt. Im Winter 1844 hatte es erst um Neujahr angefangen zu schneien. Dann fielen gleich bis zu zwei Meter Schnee. Das Tauwetter im Februar begünstigte dann die Schneelawine.

## Kajetankapelle
Nach der Zerstörung des Königshofs war im Wagnerstal nur noch der Kajetanhof bewohnt, der nach seinem Besitzer Kajetan Löffler benannt war. Dieser Hof wurde 1878 an das Land Baden verkauft. Der Hof wurde später abgerissen, ein Nebengebäude brannte 1911 ab. Nur die Kapelle blieb stehen und wurde als Abstellraum genutzt. Der Gutacher Unternehmer Kurt Gütermann, der in der Nähe eine Jagdhütte besaß, lernte im Konzentrationslager den späteren Furtwanger Stadtpfarrer Stephan Blattmann kennen. Die beiden gelobten, wenn sie heil aus dem Lager freikämen, die Kapelle wieder herzurichten und neu zu weihen. Nach seiner Entlassung erfüllte Gütermann eben dieses Gelübde und ließ die Kapelle würdig herrichten. Am 29. August 1954 wurde diese durch den Furtwanger Stadtpfarrer Stephan Blattmann und den Neukircher Pfarrer Josef Nöck neu geweiht. Noch heute werden dort jährlich ein bis zwei Gottesdienste gehalten.

## Die Ereignisse in der Jagdhütte von Kurt Gütermann vom 29. April 1945
Der Nähseidenfabrikant Kurt Gütermann (1899–1978) pachtete 1936 von der Forstverwaltung einen Bauplatz zur Erstellung einer Jagdhütte. In der dort erstellten Jagdhütte verschanzte sich eine Gruppe von SS-Leuten im April 1945. Nach neueren Untersuchungen durch Hellmut Naumann war auch der SS-Mann Karl Pütz, der eine aus 13 SS/SD-Leuten bestehende Sondergruppe befehligte, in dieser Jagdhütte. Bei dem Überfall durch die französischen Soldaten am 29. April 1945 starben sechs Deutsche, die heute in Neukirch beerdigt sind. Auf dem Friedhof von Neukirch steht ein Grabstein für die sechs Soldaten, der seit 2012 auch den Namen des einzigen identifizierten Soldaten trägt. Sieben Personen, darunter der Anführer Pütz, aber konnten fliehen. Nach der Zerstörung der Jagdhütte schloss Gütermann 1953 mit der Forstbehörde einen neuen Erbbauvertrag und errichtete 1955 eine neue Jagdhütte.